# Psychanalyse

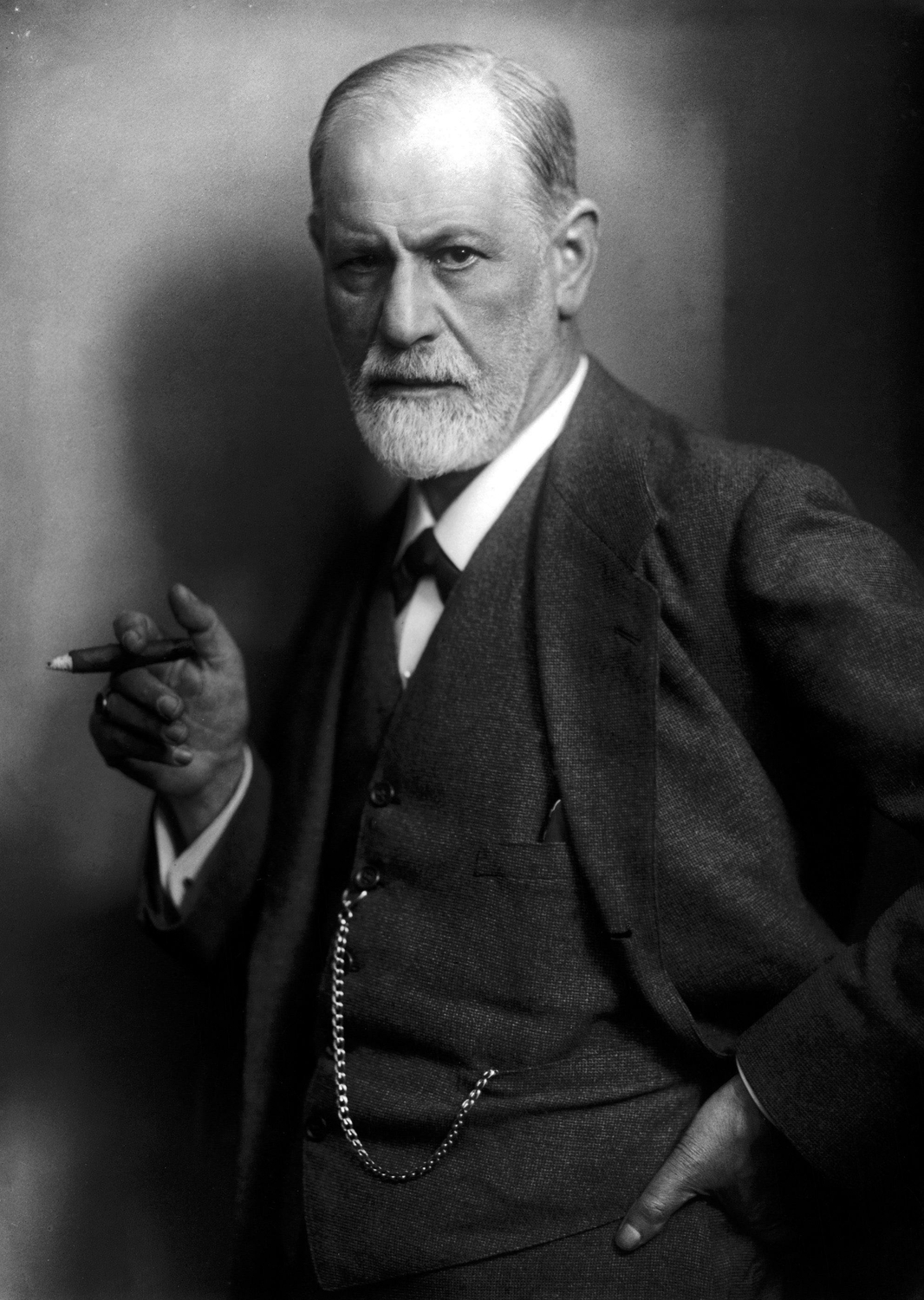
Sigmund Freud (1922).

La psychanalyse est « une discipline fondée par Sigmund Freud ». Parmi les définitions qu'en a données Freud, « l'une des plus explicites se trouve au début de l'article de l'Encyclopédie » paru en 1922 : Psychanalyse est le nom :
1. D'un procédé pour l'investigation de processus mentaux à peu près inaccessibles autrement ;
2. D'une méthode fondée sur cette investigation pour le traitement des désordres névrotiques ;
3. d'une série de conceptions psychologiques acquises par ce moyen et qui s'accroissent ensemble pour former progressivement une nouvelle discipline scientifique[1].

La psychanalyse consiste en l'élucidation de certains actes, pensées ou symptômes en termes psychiques à partir du postulat de l'existence du déterminisme psychique : une idée qui se présente à l'esprit ou un acte ne sont pas arbitraires, ils ont un sens, une cause que l'exploration de l'inconscient permet de mettre au jour.
La psychanalyse fait l'objet, depuis son origine, de critiques et de discussions à la fois internes au mouvement psychanalytique et extérieures à ce mouvement, qui remettent en question sa scientificité (critique de Popper), la pertinence de sa description du psychisme et son efficacité thérapeutique.

## Histoire

### Débuts
Si l'histoire de la psychanalyse est indissociable de son fondateur Sigmund Freud, médecin et neurologue autrichien, il est difficile d'en dater précisément la naissance et différentes dates pourraient être retenues : 1881-1882 avec Josef Breuer et Anna O. ; 1885 avec le stage de Freud auprès de Jean-Martin Charcot ; 1893-1896 avec l'étiologie des névroses et les Études sur l'hystérie (1895) ; 1897-1900 à la suite d'une lettre à Wilhelm Fliess où Freud renonce définitivement à une explication physiologique des névroses puis publie L'Interprétation du rêve (1900) où il fait état de son auto-analyse ; 1905 avec la mise à jour d'une sexualité infantile.
La première occurrence du mot, orthographié « psychoanalyse », remonte à 1896, dans un texte de Freud écrit et publié en français, L'hérédité et l'étiologie des névroses,. L'auteur attribue alors l'invention du procédé à Josef Breuer.
Freud abandonne la pratique de l'hypnose, à laquelle il avait recours au début de sa carrière de neurologue, pour élaborer la pratique psychanalytique. Josef Breuer et Freud arrivent à la conclusion, dans leur ouvrage Études sur l'hystérie, que l'hystérique souffre de manière inconsciente de traumatismes passés, vécus dans l'enfance. Freud explore le psychisme à travers la parole du sujet qui doit suivre la règle fondamentale et la logique d'association libre de manière à faire parvenir à la conscience des éléments liés au refoulement. Il se démarque ultérieurement de Breuer, en mettant en avant l'importance de la libido et de la sexualité dans le développement psychique.
Les premiers débats entre psychanalystes sont vifs et nombreux. Freud lui-même a considérablement évolué sur certains points théoriques qui concernaient la psychanalyse, notamment en 1920, lors de sa conceptualisation de la seconde topique.

### Évolutions conceptuelles de Freud: les deux topiques
À partir de son expérience de thérapeute, de ses lectures, de ses échanges et de ses réflexions, Freud a proposé deux modèles successifs du psychisme :
- la première topique (élaborée entre 1895 et 1905, environ) ;
- la seconde topique (de 1920 à 1938).

Le passage de la première topique à la seconde topique est rendu nécessaire à la suite de l'élaboration de la seconde théorie des pulsions. En 1914, Freud fait paraître ses travaux sur le narcissisme qui préfigurent les changements qui interviendront dans la deuxième topique. Vers 1920, la théorie freudienne connaît, dans Au-delà du principe de plaisir, des remaniements qui, sans renoncer aux théories antérieures, en montrent à la fois les limites et leur dépassement.

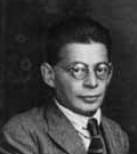
Otto Rank, très proche de Freud, est amené à rompre avec lui et le mouvement psychanalytique, à la suite notamment de son ouvrage Le traumatisme de la naissance (1924).

### Débats internes et divergences
La psychanalyse a été, dès son origine, l'objet de vives critiques venues de tous horizons, parfois par des dissidents comme C. G. Jung, O. Rank et W. Reich qui se sont par exemple écartés des théories de Freud sur l'étiologie sexuelle des névroses, ou par des auteurs de théories distinctes comme Pierre Janet. Certaines notions-clés de la psychanalyse, comme celle de l'inconscient, peuvent faire l'objet de débats épistémologiques toujours actuels qui touchent à leurs origines. Smiley Blanton, un analysant américain dans les années 1930, rapportait la réponse de Freud lui-même aux critiques : « On dirait que pour eux l'analyse est tombée du Ciel ou sortie de l'Enfer, qu'elle est figée, tel un bloc de lave et non pas construite à partir d'un ensemble de faits lentement et péniblement réunis au prix d'un travail méthodique ».

### Dans l'histoire des sciences
Sigmund Freud définit la psychanalyse comme une science, rappelle Roland Gori : c'est la « science de l'inconscient (Wissenschaft des Unbewussten) ».
Dans l'histoire des sciences, et en usant de la classification allemande qui distingue les sciences naturelles (Naturwissenschaften) et les « sciences de l'esprit » (Geisteswissenschaften), Michèle Porte précise que Freud « situe la psychanalyse parmi les premières et souligne qu'elle s'applique à « presque l'ensemble des sciences de l'esprit » » (1924, Court Abrégé de la psychanalyse). Dans l'avant-dernier chapitre de son « Autoprésentation » (Sigmund Freud présenté par lui-même, 1925), il écrit : « J'ai toujours éprouvé comme une injustice grossière le fait qu'on ne voulût pas traiter la psychanalyse à l'instar de n’importe quelle autre science de la nature. »

### Expansion internationale

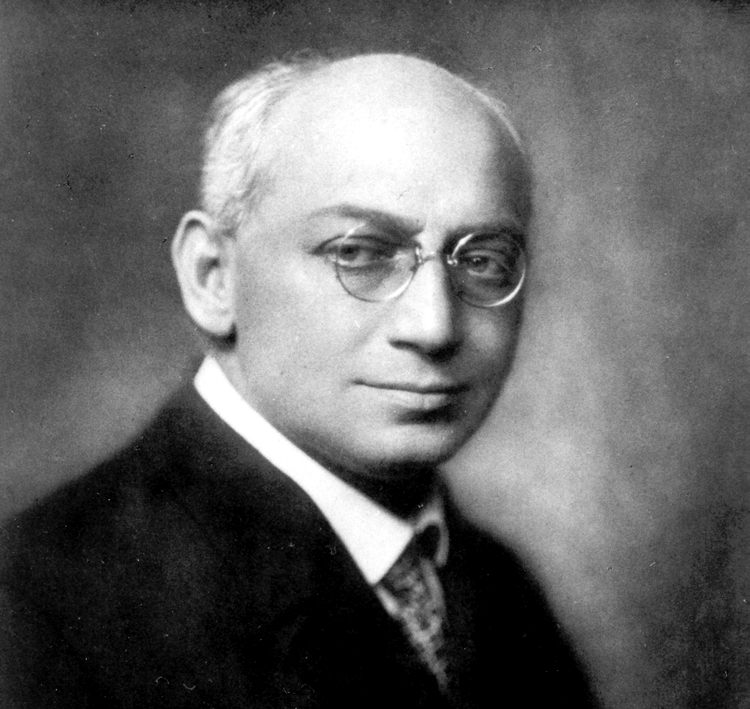
Sándor Ferenczi.

Dès le début des années 1930, de nombreux psychanalystes juifs, interdits d'exercice par les lois de Nuremberg, puis directement menacés, quittent l'Allemagne et l'Autriche nazies, ou encore la Hongrie et la Pologne, pour se réfugier dans d'autres pays, principalement aux États-Unis, également à Londres et, dans une moindre mesure, en Amérique du Sud ou en Palestine, comme le fait Max Eitingon. Lors de l'Anschluss, invasion de l'Autriche par les nazis, Anna Freud est brièvement arrêtée le 22 mars 1938 par la Gestapo et, bien qu'elle soit relâchée le soir même, cet évènement décide Freud à quitter Vienne pour s'installer à Londres. Michael Balint, Hanna Segal, Max Eitingon et Nicolas Abraham l'ont précédé sur le chemin de l'exil. Lorsque Freud meurt à Londres, en septembre 1939, la psychanalyse s'est internationalisée.

### Après Freud
La nécessité d'affronter, sur un plan théorique et clinique, les nouvelles questions qui se posaient aux psychanalystes de la deuxième génération, après la disparition de Freud et des premiers théoriciens contemporains, se pose différemment selon les pays :
- En France, l'essentiel des débats internes à la psychanalyse porte sur l'enrichissement des concepts freudiens, tout en conservant les exigences de rigueur sur les principes essentiels (dans l'exploration de ce champ d'études) et d'éthique dans la pratique de la cure. Ces débats se cristallisent autour des travaux et de la personnalité de Jacques Lacan.
- Au Royaume-Uni, des controverses scientifiques divisent durablement la société britannique de psychanalyse, entre les partisans d'un renouveau théorique, autour de Melanie Klein, et leurs opposants, réunis autour d'Anna Freud.

## Méthode d'exploration du psychisme
La psychanalyse est d'abord conçue par Freud comme une méthode de soin par l'écoute des patients, en prenant au sérieux leurs paroles (ce qui n'était pas le cas avec les hystériques, avant lui, chez Breuer et Charcot notamment), puis plus précisément en les faisant raconter leurs souvenirs. Cela l'amena à l'exploration du psychisme humain, de l'inconscient, et à construire à cette fin un protocole précis, focalisé sur la parole de l'analysant (terme préféré à patient et surtout à analysé qui n'a plus cours depuis le milieu du XXe siècle). Sa pratique et ses réflexions ont amené Freud à formuler des propositions théoriques sur l'exploration du psychisme :
- l'association libre du patient qui doit dire tout ce qui lui vient à l'esprit au moment où cela se présente, ces pensées se reliant peu à peu et finissant par donner des idées sur les contenus inconscients qu'elles représentent[13]. Cette méthode repose sur le principe du déterminisme psychique ;
- l'interprétation des rêves qui sont, selon Freud, « la voie royale de la connaissance de l'inconscient »[14] ;
- les lapsus : quand, au cours d'une séance, le sujet énonce un lapsus, l'analyste ou le sujet lui-même peuvent émettre l'hypothèse que l'inconscient se manifeste, et peuvent chercher à comprendre le sens de ce lapsus ;
- l'analyse des actes du quotidien et particulièrement à travers les actes manqués, les oublis, les négligences : ces actes traduisent un conflit psychique qui met en jeu une tendance consciente et une autre, pré-consciente ou inconsciente, qui vient troubler le déroulement normal de la première. L'observation de ces tendances contradictoires permet d'émettre l'hypothèse d'un conflit psychique inconscient.

### Principe du déterminisme psychique
Afin de remplacer l'hypnose, Sigmund Freud utilise un principe qu'il attribue à Carl G. Jung, principe suivant lequel une idée qui se présente à l'esprit ne peut être arbitraire et doit donc avoir un antécédent à déterminer. Le rêve n'est donc pas composé d'images hallucinatoires dépourvues de sens, le lapsus n'est pas un simple accident sans cause, pas plus qu'une idée ne traverse l'esprit sans raison. Une idée, avant d'arriver à la conscience, subit une déformation plus ou moins grande mais conserve toujours un rapport avec l'idée d'origine. Tous ces phénomènes peuvent donc faire l'objet d'une méthode d'interprétation qui révèle l'existence de tendances non-conscientes, refoulées dans l'inconscient de l'individu.

Peut-être l'affirmation de ce principe révèle-t-elle le souci de Freud de hisser la psychanalyse au rang de science. En effet, le principe du déterminisme, qui est le réquisit de toute science expérimentale, est bien la « foi » du psychanalyste : pas plus dans le monde psychique que dans le monde physique, un phénomène ne peut se produire sans cause. 
« Bien plus : il fait souvent appel à plusieurs causes, à une multiple motivation, pour rendre compte d'un phénomène psychique, alors que d'habitude on se déclare satisfait avec une seule cause pour chaque phénomène psychologique. »
— S. Freud, Cinq leçons sur la psychanalyse.

### Interprétation du rêve

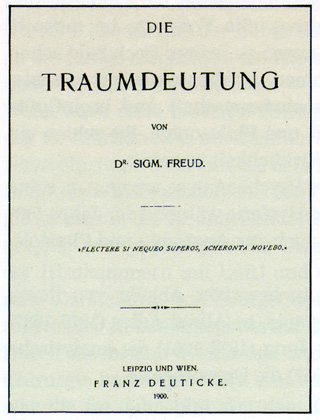
L'Interprétation du rêve.

Pour Freud, tout « acte » psychique a un sens ; le rêve doit donc posséder un sens susceptible d'interprétation. La méthode d'interprétation sera une transposition de la méthode pour le traitement des troubles psychiques, car, selon lui, il y a des analogies entre ces derniers et la vie onirique : la conscience perçoit des idées qui lui sont étrangères et dont elle ignore l'origine, tout comme dans certains symptômes psychiques. La méthode pour comprendre le rêve sera fondée sur le principe du déterminisme psychique : le patient énonçant librement une suite d'idées se rapportant à son rêve peut en comprendre le sens en fournissant lui-même, par association d'idée, des éléments extérieurs au rêve qui permettent de le relier au vécu. Cette procédure d'extériorisation des idées par le patient est techniquement appelée en psychanalyse la règle de l'association libre.
La thèse de Freud sur le rêve est que celui-ci est « l'accomplissement d'un désir ». Le rêve de l'adulte est en ce sens identique au rêve de l'enfant, mais il est déformé par les nombreux interdits qui résultent de l'éducation et de la culture. Aussi le rêve peut-il être compris comme l'expression d’un compromis entre un désir et un interdit[réf. souhaitée].
Le rêve est donc composé :
- du contenu manifeste du rêve, c'est-à-dire ce qu'on en retient, les images qui parviennent jusqu'à la conscience ;
- du contenu latent : le sens inconscient, ce que le travail du rêve transforme en contenu manifeste.

Le travail du rêve est un mécanisme psychique qui déforme le contenu latent[pas clair] ; le travail d'analyse consiste à interpréter le contenu manifeste pour retrouver le sens caché. Cette interprétation passe donc par le travail d'analyse du rêve.
Freud distingue plusieurs mécanismes psychiques :
- la « figuration » : tout rêve est une expression métaphorique (imagée), sous forme de sensations visuelles accompagnées d'affects ou sous forme de rébus ;
- la « condensation » : le rêve représente par un seul élément du contenu manifeste une multiplicité d'éléments (image, représentation…) du contenu latent. Inversement, un seul élément du contenu latent peut être représenté par plusieurs éléments du contenu manifeste. C'est un travail de « compression » dont Freud dit qu'il est différent d'un simple résumé. Par exemple, une personne peut tout à coup revêtir l'apparence d'une autre et prendre le caractère d'une troisième ;
- le « déplacement » : procédé par lequel un trait secondaire ou un détail insignifiant dans le récit acquiert dans l'interprétation une valeur centrale. Il n'y a pas de correspondance entre l'intensité psychique d'un élément donné du contenu manifeste et celle des éléments du contenu latent auquel il est associé.

### Souvenirs d'enfance et souvenirs-écrans
Freud a donné à quelques-uns des souvenirs d'enfance un nom plus précis, celui de « souvenirs-écrans ». Ces souvenirs ne sont pas à prendre pour argent comptant, mais par contre, ils sont à prendre à la lettre, c'est-à-dire qu'ils sont à déchiffrer tout à fait comme le texte d'un rêve. Un souvenir-écran doit être interprété parce que derrière des évènements apparemment anodins, sans intérêt, se cachent les évènements les plus importants de la vie du sujet, ce qu'on peut qualifier d'évènements traumatiques, à condition bien sûr de donner à ce qualificatif sa portée exacte. Freud écrit :

« Je suis parti de ce fait bizarre que les premiers souvenirs d’enfance d’une personne se rapportent le plus souvent à des choses indifférentes et secondaires, alors qu’il ne reste dans la mémoire des adultes aucune trace (je parle d’une façon générale, non absolue) des impressions fortes et affectives de cette époque. »

Dans le déchiffrage de toutes ces petites formations de l'inconscient, Freud procédait comme un linguiste, alors que la linguistique était une science naissante,.
Parmi ces souvenirs d'enfance, Freud mentionne celui de Goethe. À l'aide de son expérience analytique, Freud explique un épisode où Goethe raconte, dans sa biographie, qu'enfant il cassa un jour la vaisselle familiale : il s'agit d'une réaction à la naissance d'un petit frère, vu comme un intrus à l'égard de l'affection maternelle, désormais à partager. Mais Goethe ne se souvenait que de l'épisode de la vaisselle, que Freud identifie comme un souvenir-écran, souvenir dont « un certain travail d'interprétation était nécessaire, soit pour indiquer comment leur contenu pouvait être remplacé par un autre, soit pour démontrer leurs relations avec d'autres évènements d'une importance indéniable auxquels ils s'étaient substitués sous forme de ce qu'on appelle souvenirs-écrans ».

### Psychopathologie de la vie quotidienne
Freud en vient, en 1905, à appliquer le principe du déterminisme psychique afin d'expliquer les comportements les plus habituels. À partir de la maladie, à partir des théories que lui inspire la névrose, Freud analyse les comportements qui relèvent du commun : l'analyse va du pathologique vers le normal[réf. souhaitée].
Si le rêve est un processus particulier réservé à une partie du vécu seulement, la psychopathologie de la vie quotidienne montre comment la psychanalyse peut interpréter la vie de tous les jours. Les erreurs de langage, les oublis, les mots d'esprit deviennent des révélateurs de tendances psychiques inconscientes chez tout un chacun.
Avec L'Interprétation du rêve et Le mot d'esprit et sa relation à l'inconscient, Psychopathologie de la vie quotidienne met en évidence la structuration de l'inconscient par le langage[réf. souhaitée].

## Concepts

### Premières tentatives de Freud
Presque en même temps que ses Études sur l'hystérie publiées en 1895, Freud avait déjà découvert, avec cette jeune science de l'inconscient qu'il était en train d'inventer, qu'il pouvait, à partir des mécanismes de formation des symptômes hystériques, rendre compte également de la fabrication d'autres symptômes, obsessions, phobies et psychoses. Ainsi faisait-il ses premiers pas dans ce repérage nécessaire de la structure et de la différence, d'une part, entre l'hystérie et la névrose obsessionnelle et, d'autre part, entre la névrose et la psychose. Ce ne furent que des premiers pas, mais ils furent quand même décisifs, au moins au sujet de la névrose. Ces mécanismes sont décrits dans deux articles qui ont pour titre « Psychonévroses de défense », de 1894, et « Nouvelles remarques sur les neuropsychoses de défense », de 1896.
Dans le premier texte, il réussit à décrire comment se forment un symptôme hystérique ou une obsession. Ce qui les départage, c'est la possibilité ou non pour chacun de transformer une souffrance psychique en souffrance corporelle. Quand cette possibilité n'existe pas, ou n'est pas suffisante, cette souffrance reste dans le psychique et se traduit par des obsessions. Une obsession est une idée qui vient au sujet, sans qu'il puisse la chasser de son esprit, même si, par ailleurs, elle lui parait totalement saugrenue. De ces obsessions, Freud en donne déjà quelques exemples, l'obsession pour quelques femmes de se jeter par la fenêtre ou encore de blesser leurs enfants avec un couteau. On ne peut se libérer de ses symptômes, hystériques, au niveau du corps, et de ses obsessions dans le psychisme, que si l'on réussit à retrouver leur sens refoulé par le travail de l'analyse.
La très fréquente présence des problématiques sexuelles, dès son travail avec des hystériques, l'amena à accepter ce fait et à formuler le complexe d'Œdipe. Freud met ainsi en avant l'importance de l'histoire infantile de l'individu et de sa dimension affective précoce qui ébauche, suivant certaines étapes, la vie sexuelle de l'adulte futur, et qui est aussi l'élément clef de ses investissements affectifs et intellectuels (sublimation) ; et si ce complexe est mal surmonté, il constitue, avec ses dérivés, le « complexe central de chaque névrose ».
Freud, en ce premier temps de l'élaboration de la psychanalyse, a déjà découvert que dans la psychose, la représentation dite inconciliable qui a été littéralement arrachée hors du conscient, rejetée, ne laisse aucune trace inconsciente, et revient par contre à solliciter le mécanisme du délire. Dans le délire de Schreber, ce qui n'avait pas été assumé par lui était une position féminine par rapport au père, qui aurait ressurgi comme délire à travers l'idée d'être transformé en femme, de devenir l'épouse de Dieu et en recevoir des milliers d'enfants nés de son esprit.

### Première topique
La psychanalyse modélise l'appareil psychique par des « topiques », qui indiquent des « lieux », non pas au sens propre, mais des systèmes structurés qui s'articulent entre eux selon une dynamique. Freud a défini un grand nombre de concepts « métapsychologiques » pour parvenir à décrire cet appareil psychique que nous savons complexe et dont nous n'avons encore que des aperçus partiels.
Dès 1895, Freud élabore une première topique : celle qui distingue le conscient, le préconscient (autrement dit, la mémoire accessible), et l'inconscient, comprenant notamment les souvenirs refoulés, inaccessibles.

#### Thèse de l'inconscient
D'après Freud, il existe un inconscient psychique, une pensée et une volonté cachées et différentes des pensées et volontés conscientes. Dans Cinq leçons sur la psychanalyse, Freud formule l'hypothèse que l'hystérie (ou névrose de transfert) est le résultat de l'impossibilité pour une personne de refouler entièrement un désir insupportable qui se présente à la conscience et qui produit un substitut, appelé symptôme, conservant les affects de malaise liés au désir rejeté de la conscience.
Or, ce refoulement pose plusieurs questions décisives pour l'interprétation psychanalytique :
1. Quelle est la nature des désirs rejetés hors de la conscience ?
2. Quelle est la nature du refoulement ?
3. Comment prétendre connaître ce qui, par définition, veut dire « non connu » ?

#### Origine et nature des pulsions
La pulsion est la composante dynamique de l'appareil psychique. Freud distingue dans la première topique les pulsions sexuelles des pulsions d'« autoconservation » — comme la faim, par exemple.
La pulsion est un mécanisme qui suppose que le psychisme est excité par des stimuli divers, dont la source est corporelle mais dont la représentation est psychique. Dans Les Trois essais sur la théorie sexuelle, Freud explique que c'est un concept limite se trouvant entre le psychique et le somatique.
Sur le plan psychique, une pulsion est représentée par une représentation et par un affect, ce qu'on appelle respectivement le représentant-représentation et le représentant-affect. L'essentiel des théories freudiennes de la pulsion est développé dans Pulsions et destins des pulsions.
Selon ce texte, la pulsion se définit selon quatre modalités :
1. La source : D'où vient l'excitation corporelle ? De quelle partie du corps ?
2. La poussée : La pulsion crée une tension constante. Elle est toujours, quoi qu'il arrive, active ;
3. Le but : Le but de la pulsion est d'atteindre la satisfaction, ensuite le mode de satisfaction varie ;
4. L'objet : C'est ce par quoi la pulsion va atteindre son but.

De plus, la pulsion a quatre destins :
1. Le retournement en son contraire : par exemple l'amour se transforme en haine ;
2. Le retour contre le moi propre : ce qui est rejeté à l'extérieur revient vers le moi du sujet ;
3. Le refoulement : la représentation (représentant-représentation) associée à la pulsion devient inconsciente ;
4. La sublimation : le dépassement du symptôme dans une demande qui peut être satisfaite.

### Seconde topique
En 1920, pour résoudre de nombreuses questions qui émergent dans les cures, Freud définit une seconde topique : elle distingue le Ça, pôle pulsionnel inconscient de la personnalité, le Moi et le Surmoi. Le Moi doit assurer une adaptation à la réalité, là où le Ça ne se préoccupe pas des contraintes extérieures. Mais le Moi est aussi le responsable de nombreuses « défenses » pathologiques. Le Surmoi est, entre autres, l'intériorisation de l'interdit parental. Freud voyait l'émergence du Surmoi comme tardive dans la vie infantile, mais des psychanalystes comme Melanie Klein ont pensé le Surmoi comme existant très précocement chez l'enfant. Le Surmoi se constitue comme le pôle de l'auto-agression, l'autocritique.

Croisement des deux topiques freudiennes.

#### L'inconscient au croisement des deux topiques freudiennes
Tandis que, dans la première topique, l'inconscient est « une instance ou un système (Ics) constitué de contenus refoulés qui échappent aux autres instances du préconscient et du conscient (PCs-Cs) », il n'est plus une instance dans la seconde topique, « mais sert à qualifier le Ça et, pour une large part, le Moi et le Surmoi ».

#### Seconde théorie des pulsions
La seconde topique peut être comprise en termes dynamiques, à travers le mécanisme des pulsions : elles naissent dans le Ça (en tant que désir inconscient, non confronté à la réalité), puis elles sont soit intégrées, soit remaniées par le Moi et enfin, sous la pression du Surmoi, le Moi peut éventuellement refouler ces pulsions, menant au mécanisme de la névrose.
Le dualisme de Freud est transformé en 1920, lorsqu'il introduit une division entre pulsion de vie (Éros) et pulsion de mort (Freud n'a pas nommé cette dernière Thanatos, comme d'autres psychanalystes l'ont fait). La pulsion de vie inclut les pulsions sexuelles et d'autoconservation (comme dans la première topique), alors que la pulsion de mort représente la tendance innée à l'abaissement des tensions (principe de nirvana), à la répétition et à la mort.

### Névrose
La névrose est issue d'un conflit psychique entre le ça et le moi, c'est-à-dire entre une attitude qui vise à la satisfaction pulsionnelle et une attitude qui tient compte de la réalité. Sa particularité réside dans le refoulement qui est la conséquence du conflit psychique et des symptômes qui s'ensuivent.
La psychanalyse en explique l'émergence du fait de l'impossibilité de satisfaire une pulsion dans la réalité. La pathologie apparaît alors comme un compromis : le symptôme. La guérison emprunte selon Freud trois voies :
1. suppression de la maladie par la réflexion : le malade fait face et surmonte sa faiblesse, rejette ce qui est le résultat d'une période infantile du moi ;
2. les pulsions retrouvent leur voie normale de développement;
3. la sublimation, qui pour Freud serait la meilleure voie, permet à la personne d'investir l'énergie libidinale ou agressive dans des activités à contenus non sexuels ou non agressifs. C'est aussi un des quatre destins pulsionnels.

Plusieurs névroses sont distinguées :
- l'hystérie ;
- la névrose obsessionnelle (aussi appelée névrose de contrainte) ;
- la névrose phobique (ou hystérie d'angoisse).

Pour Freud, la vie en société, (la culture au sens large) implique des renoncements pulsionnels (à commencer par le complexe d'Œdipe) qui peuvent mener à des névroses[pas clair]. La pulsion sexuelle ne peut faire l'objet ni d'un interdit absolu ni d'une satisfaction totale. Le compromis névrotique est alors une voie de dégagement, mais il peut induire une grande souffrance selon le vécu du sujet et c'est ce qui conduit quelqu'un à souhaiter et à entreprendre un traitement psychanalytique[réf. souhaitée].

### Psychose
À la différence des névroses, où il y a conflit entre instances internes au psychisme (entre le ça et le moi), dans la psychose, selon Freud, le moi est en conflit avec le monde extérieur, conflit qui se traduit par des hallucinations et des délires, autrement dit une perte de réalité.
La seule étude que Freud publia comme un cas de psychose a été le commentaire d'un livre Mémoire d'un névropathe écrit par Daniel Paul Schreber. Le cas du « Président Schreber » est présenté comme celui d'un sujet qui lutte contre son désir homosexuel en construisant un délire à propos d'un lien intime avec Dieu par l'entremise des rayons, etc. Plusieurs psychanalystes ont proposé l'idée qu'un autre cas étudié par Freud, celui de l'Homme aux loups, bien que publié comme exemple de névrose, pouvait être un cas de psychose,.
Freud considère plus tard que la psychose est difficilement accessible à la cure psychanalytique du fait d'un fonctionnement narcissique en circuit fermé : le psychotique est rétif — selon lui — au transfert sur un psychanalyste, et la cure est ainsi difficilement possible.
C'est dans les années 1950 et suivantes que des analystes s'essayeront au traitement des psychotiques : une des précurseurs a été la psychologue suisse Marguerite Sechehaye, qui a traité une patiente schizophrène, puis ce sont essentiellement les kleiniens (Herbert Rosenfeld, Donald Meltzer et, en France, Paul-Claude Racamier et autres) qui ont appliqué les théories psychanalytiques aux psychotiques. Harold Searles qui a publié L'Effort pour rendre l'autre fou a, selon Pierre Fédida qui en a fait la préface pour la version française, marqué des générations d'analystes pour les traitements de psychotiques schizophrènes par la psychanalyse. Lacan et certains de ses élèves apporteront aussi des contributions théoriques à la compréhension et au traitement des psychoses.

### Perversion
La perversion est corollaire de la notion de sexualité infantile et de ses évolutions. Freud remarque qu'« il est intéressant de constater que l'enfant, par suite d'une séduction, peut devenir un pervers polymorphe et être amené à toutes sortes de transgressions. Il y est donc prédisposé ».
À partir de l'étude du fétichisme sexuel, Freud en vient à décrire la perversion comme « solution » face à l'angoisse de castration, donc comme mécanisme de défense face à une angoisse de type névrotique, et qui provoque une fixation au stade de la sexualité infantile.
Ce modèle de la perversion en fait donc une structure distincte de la névrose et de la psychose. Mais bien que distincte comme pathologie, elle trouve ses premières articulations avec la névrose dans le même texte de Freud quand il avance que « la névrose est pour ainsi dire le négatif de la perversion ». Ce qui veut dire que le fantasme pervers existe chez le névrosé mais qu'il trouve sa forme "agie", avec une certaine "fixité", dans la perversion.

## Pratique

### Les psychanalystes

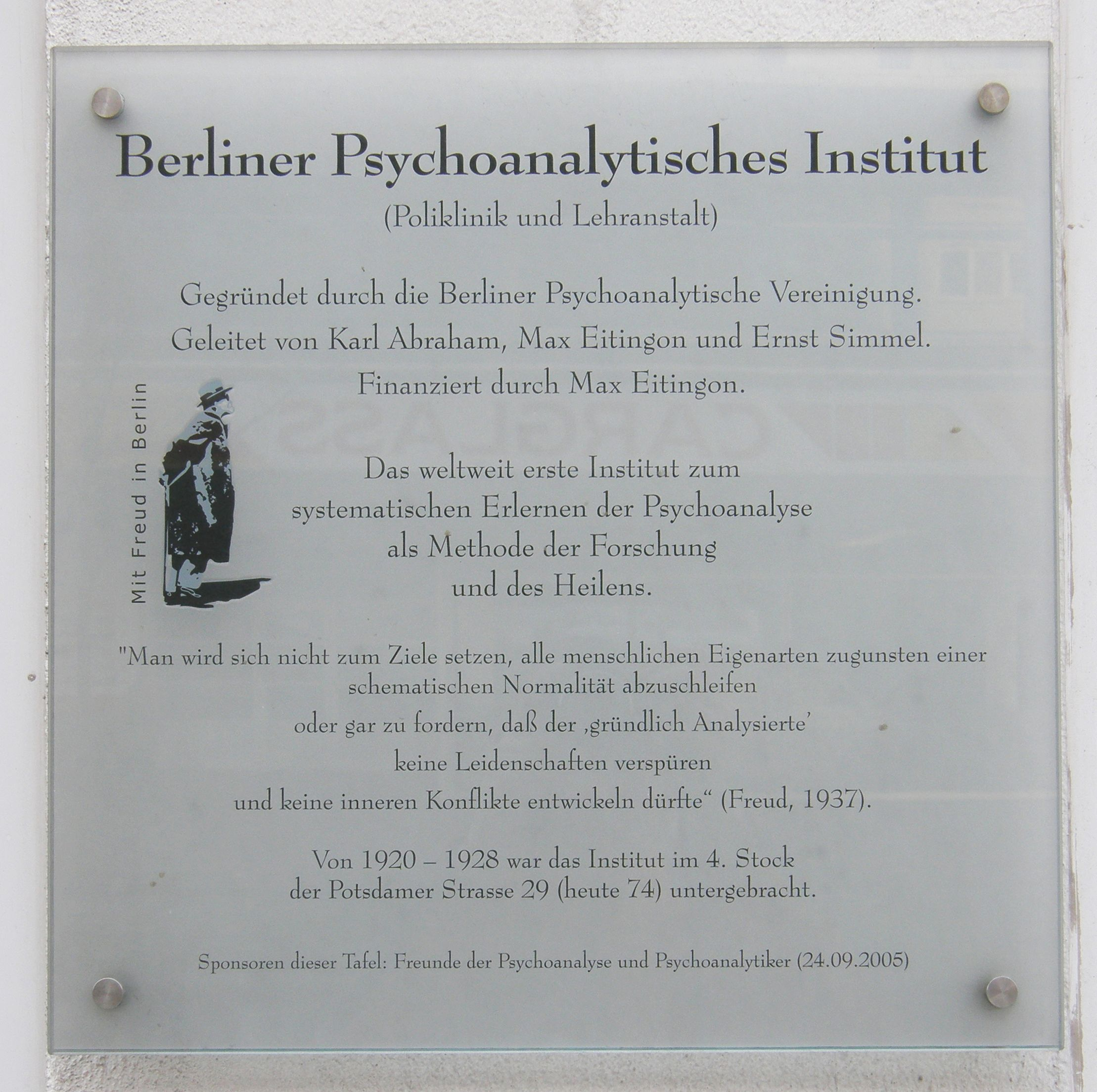
Institut psychanalytique de Berlin

La formation du psychanalyste, définie par Freud et telle qu'elle est recommandée par différentes sociétés de psychanalyse à la suite des règles édictées par l'Institut psychanalytique de Berlin, repose généralement sur une analyse didactique (le futur psychanalyste est lui-même en analyse), à laquelle peuvent succéder une ou deux psychanalyses contrôlées, : tout en conduisant une cure analytique, le psychanalyste en cours de formation est supervisé par un analyste formateur, pour apprendre, notamment, à repérer les mouvements du transfert, et surtout à savoir reconnaître et analyser le contre-transfert afin de mieux comprendre la dynamique de la cure.
Le titre de psychanalyste n'est pas protégé, il ne donne pas lieu à la remise d'un diplôme. Ce titre est uniquement délivré par les associations psychanalytiques. Il est donc possible à chaque personne qui a suivi un parcours psychanalytique de se déclarer psychanalyste quand bien même elle n'appartient pas à une société de psychanalyse.

Quelques psychanalystes célèbres
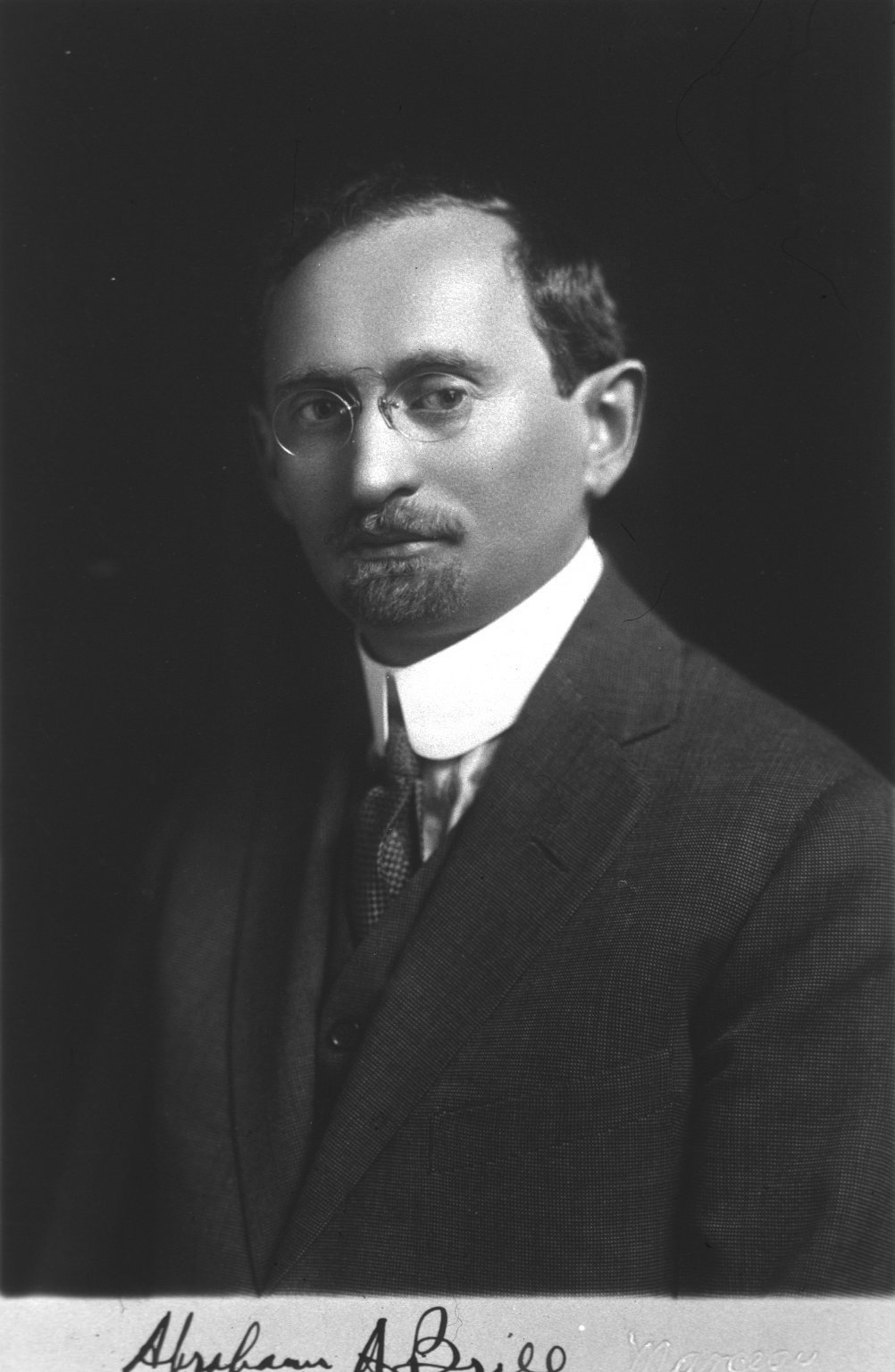
Abraham Brill (États-Unis)
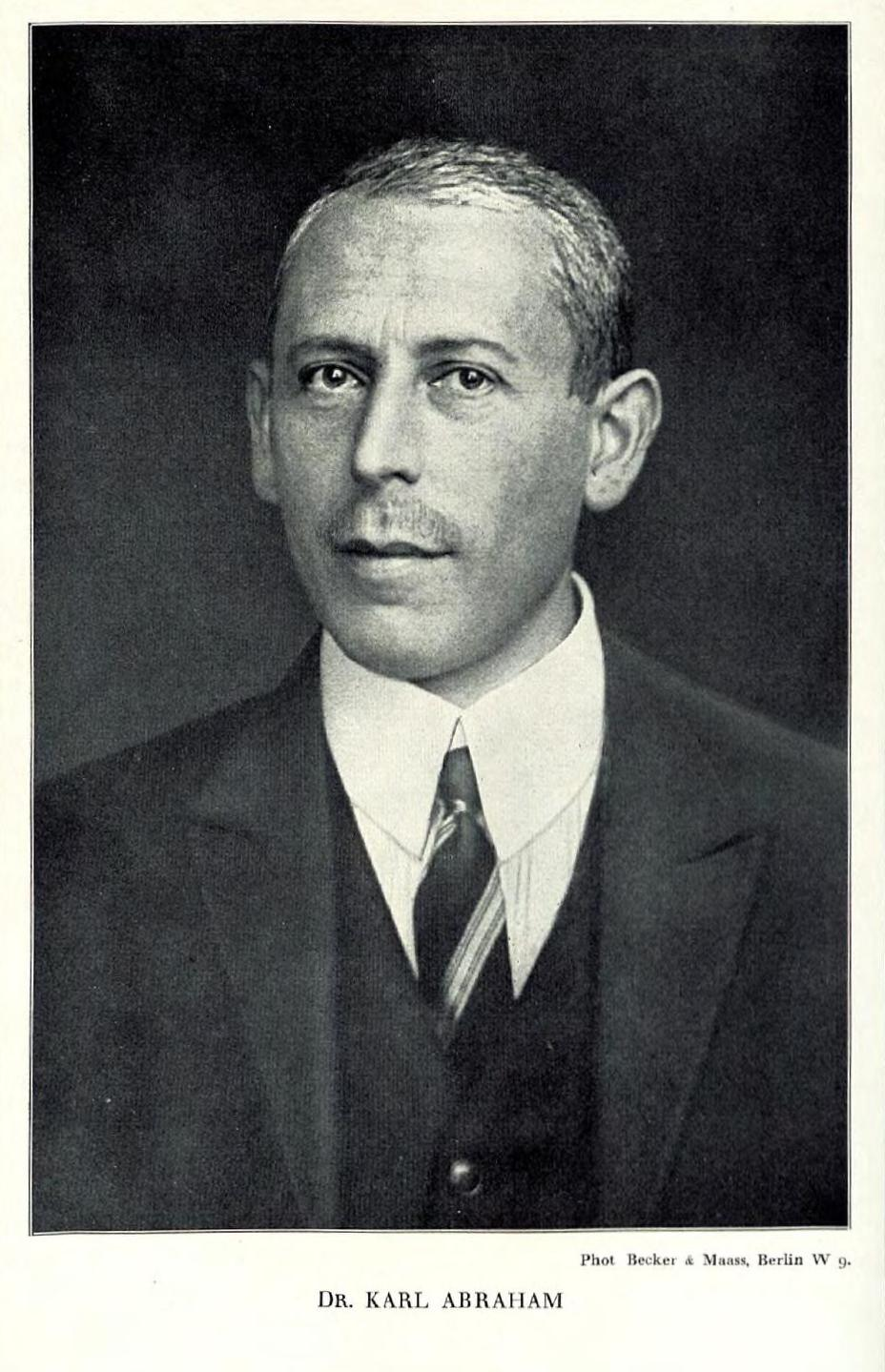
Karl Abraham (Allemagne)
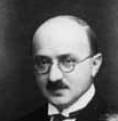
Max Eitingon (Allemagne)
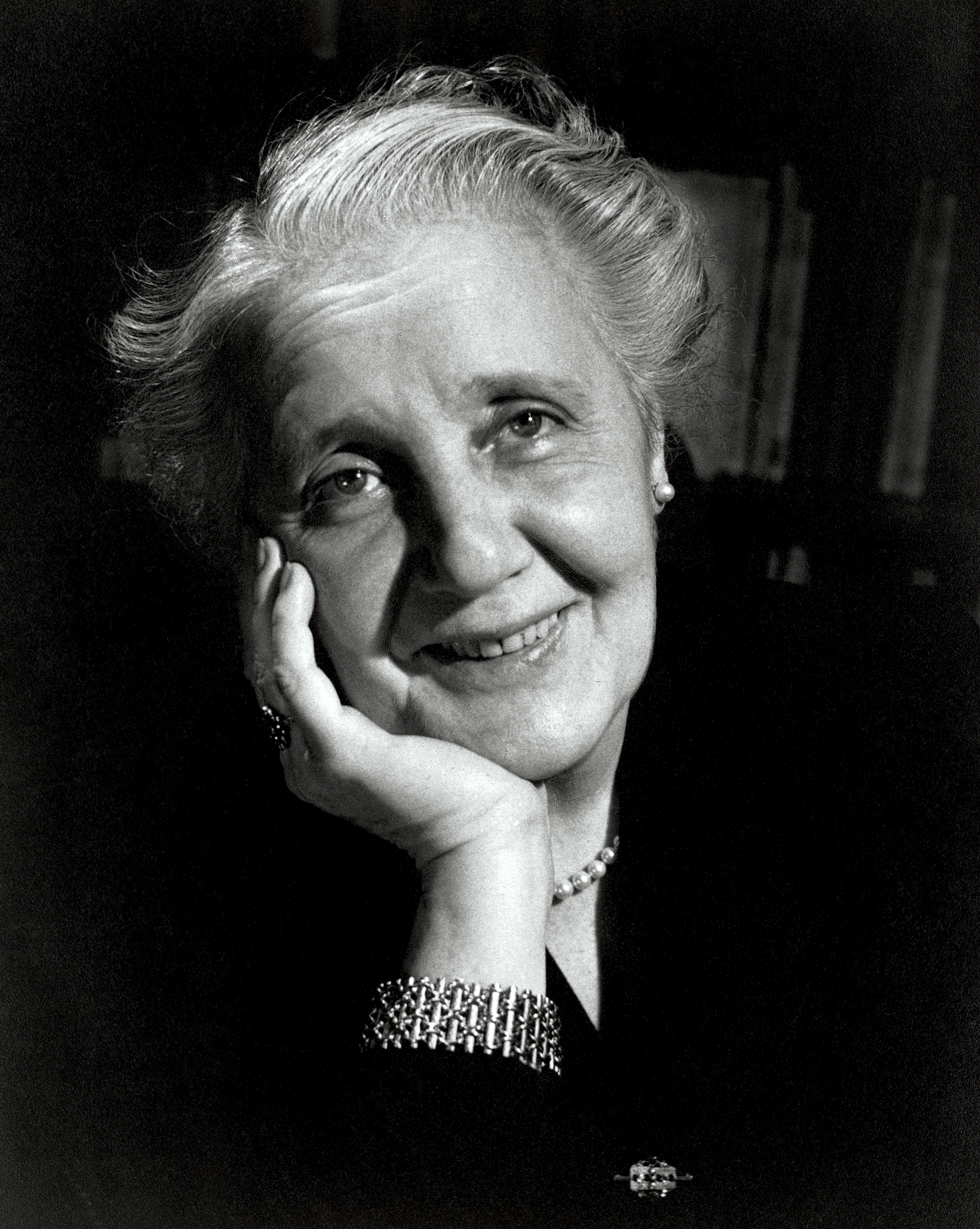
Melanie Klein (Angleterre)
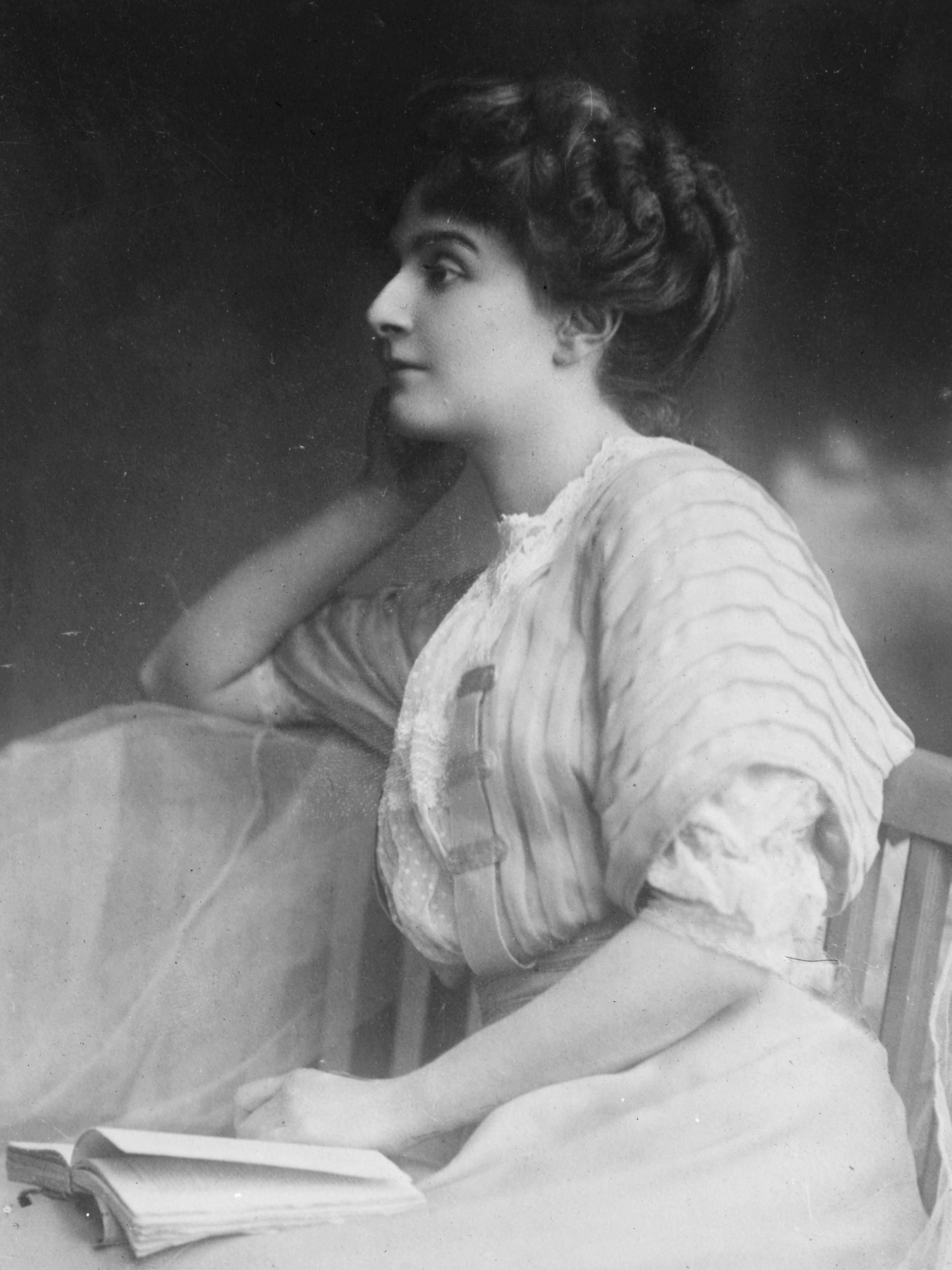
Marie Bonaparte (France)
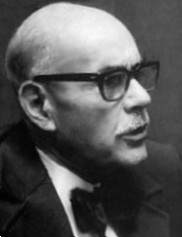
Wilfred Bion (Angleterre)
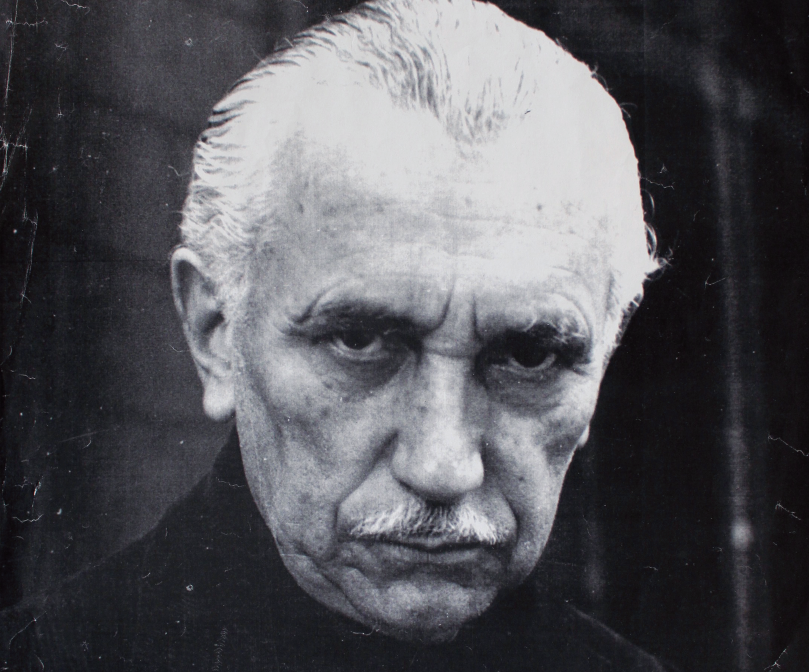
Enrique Pichon Rivière (Argentine)
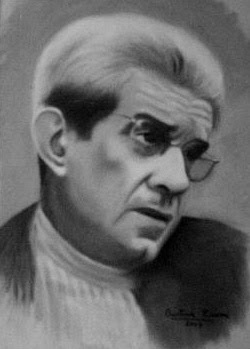
Jacques Lacan (France)

### La cure psychanalytique
La demande de cure naît souvent d'une souffrance psychique reconnue par le patient ou d'une volonté de se connaître soi-même. Elle peut être travaillée et construite dans des entretiens psychanalytiques « préliminaires ». Freud précise que si la psychanalyse est « une méthode de traitement des désordres névrotiques », son but n'est pas de « guérir » en abrasant le symptôme, mais d'aboutir à « la récupération de ses facultés d'agir, de penser et de jouir de l'existence ».
Jacques Lacan, interprétant Freud, a quant à lui isolé quatre concepts fondamentaux de la psychanalyse :
- l'inconscient ;
- le transfert ;
- la répétition ;
- la pulsion.

C'est sur ces bases que la cure psychanalytique se fait par la méthode de l'association libre, dans une dynamique où transfert (et contre-transfert maîtrisé) permettent la mise à jour des conflits inconscients et leur dépassement.
La cure psychanalytique classique comporte un cadre : un divan, un analyste (que le patient ne voit pas) ainsi que des règles fondamentales comme l'association libre (le patient est invité à dire tout ce qui lui passe par la tête), la neutralité bienveillante (neutre : ne pas juger le patient ni ses actes, bienveillant : considérer le patient) la régularité et le payement du prix des séances, etc. Le travail de l'analyste est d'écouter, d'interpréter le contenu latent (sens inconscient) à partir du contenu manifeste (ce que dit le patient) et de le guider dans une révision de son histoire intime, y donner un sens nouveau et actualisé, le débarrasser de schèmes répétitifs. Ceci se fait à travers le moteur de la cure psychanalytique[réf. souhaitée] que représente le transfert, réédition d'affects liés à ses relations infantiles et projetés sur l'analyste. Ce transfert est également à analyser et à interpréter. Pour sa part, l'analyste élaborera son contre-transfert, c'est-à-dire sa propre réaction au transfert du patient sur lui.
Le transfert est ensuite résolu et la phase intense de l'analyse se termine. Toutefois, une fois ce processus de compréhension de sa psyché enclenché par le patient, l'analyse ne cesse jamais vraiment : elle entre dans les processus habituels de réflexion de la personne affrontée à des difficultés intérieures ou extérieures.

## Associations

Logo de l'API

Le terme psychanalyse est utilisé par plusieurs associations ou sociétés, nationales ou internationales se réclamant de la psychanalyse freudienne.

### Autour de Freud et à Vienne
Jusqu'alors, on doit plutôt parler de cercles, dont le premier se réunit à Vienne, chez Freud, la Société psychologique du mercredi, dès 1902 avec Alfred Adler, Paul Federn, Max Graf, Max Kahane, Wilhelm Stekel, etc. En 1908, ce groupe s'institue sous forme d'une association, la Société psychanalytique de Vienne, historiquement la première association de psychanalyse.

### À Zurich

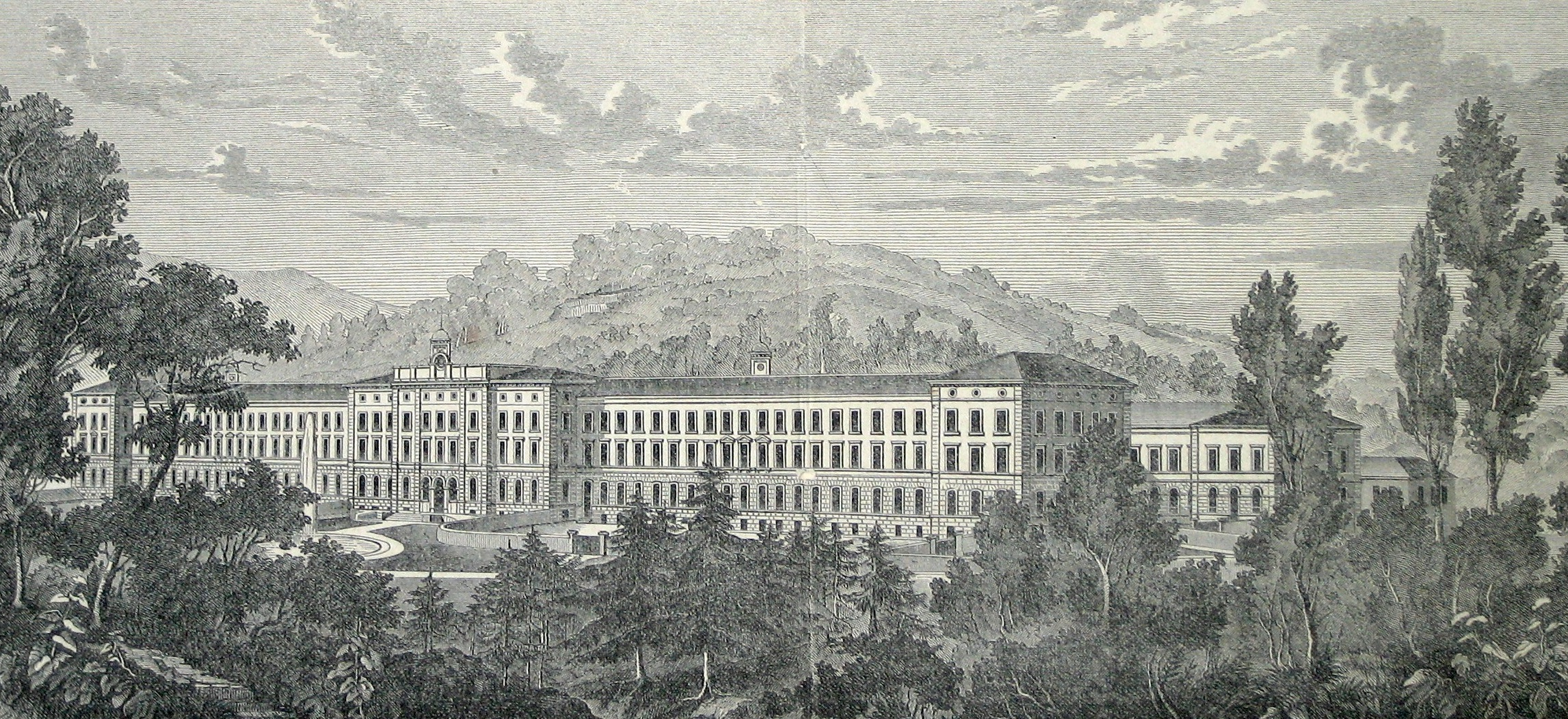
Clinique du Burghölzli

C'est à Zurich, grâce entre autres à l'instigation d'Eugen Bleuler, qu'un deuxième épicentre favorable à la psychanalyse s'est constitué, au sein de la clinique psychiatrique universitaire du Burghölzli dès 1906, avec Carl Gustav Jung, Karl Abraham, Ludwig Binswanger et Eduard Hitzig notamment.

### Dans le monde
Le premier congrès international de psychanalyse se tient à Salzbourg, en 1908. Son succès conduit à la tenue d'un deuxième congrès, à Nuremberg (1910) et à la création de l'Association psychanalytique internationale.
D'autres sociétés psychanalytiques se créent : la Société allemande de psychanalyse est créée en 1910 sous le premier intitulé d'« Association psychanalytique de Berlin », Ernest Jones crée l'American Psychoanalytic Association (ApsaA) en 1911, puis en 1919, il refonde la Société britannique de psychanalyse qui succède à l'éphémère « London Psychoanalytical Society » (1913-1919). Sándor Ferenczi crée en 1913 l'Association psychanalytique hongroise à Budapest. La Société suisse de psychanalyse, en allemand Schweizerische Gesellschaft für Psychoanalyse, est créée en 1919. La Société psychanalytique de Paris, première société psychanalytique française, est créée en 1926. L'émigration européenne au cours des années 1930 renforce les effectifs des associations américaines existantes, notamment aux États-Unis, au Canada et en Amérique latine, et suscite de nouvelles créations. Ainsi, l'Association psychanalytique argentine est créée en 1942 et le Cercle psychanalytique de Montréal est créé en 1946.
La seconde moitié du XXe siècle et le début du XXIe siècle voient apparaître d'autres sociétés dans de nouvelles régions du monde, notamment l'Australie, l'Asie et le Moyen-Orient.

### Les dissidences
Cette section ne s'appuie pas, ou pas assez, sur des sources secondaires ou tertiaires indépendantes du sujet. Le texte peut contenir des analyses inexactes ou inédites de sources primaires.
Pour l'améliorer, ajoutez-en, ou placez des modèles {{Source secondaire souhaitée}} ou {{Source secondaire nécessaire}} sur les passages mal sourcés. (juillet 2022)
Carl Gustav Jung a été l'un des premiers à différencier sa pratique et celles de ses élèves, il récusera le nom « psychanalyse » à la faveur de celui de « psychologie analytique » ; néanmoins certains[Qui ?] jungiens préfèrent parler de « psychanalyse jungienne »[précision nécessaire]. C'est aussi Alfred Adler, puis Theodor Reik qui créent leur propre mouvement se démarquant des théories de Freud, souvent sur l'importance accordée par ce dernier à la sexualité ou, à l'opposé, Wilhelm Reich qui lui met sa théorie de l'orgasme au centre de sa propre théorie. On peut ajouter aussi en marge du travail de Sigmund Freud, celui de Viktor Frankl (1905-1997) et sa « Dasein Analyse » (logothérapie en français), qui est une théorie existentielle, proche de la Phénoménologie. Pour Frankl, psychiatre autrichien qui avait rencontré Freud alors qu'il était jeune étudiant en médecine, en 1925, puis qui avait passé toute la Seconde Guerre mondiale dans un camp de concentration, les racines de nombreuses pathologies psychiques viennent de la perte de sens.

### Méthodes spécifiques
Il existe plusieurs types de psychothérapies d'inspiration psychanalytique, elles ont pour modèle la psychanalyse freudienne, mais en divergent parfois sensiblement.
La psychanalyse appliquée aux institutions et à la psychothérapie, est une façon de travailler, s'orientant de la clinique analytique. La pratique à plusieurs en est un exemple. Elle consiste à ce que l'intervenant évite de se mettre dans une position de dualité avec l'« usagé ». Faire appel à un tiers (collègue, objet ou signifiant particulier), permet de ne pas se retrouver coincé, notamment avec une personne de structure psychotique.

#### Ethnopsychanalyse

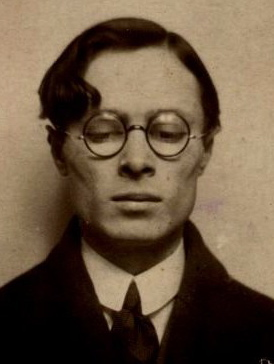
Georges Devereux

La notion d'« ethnopsychanalyse » renvoie principalement à l'œuvre de Georges Devereux, mais aussi à Géza Róheim dont l'œuvre constitue une partie essentielle de l'anthropologie psychanalytique et ainsi les prémices de l'ethnopsychanalyse.
Cette pratique se situe au croisement de plusieurs disciplines que sont l'ethnopsychiatrie, la psychanalyse, l'anthropologie culturelle, le culturalisme, la psychologie des peuples, la psychiatrie transculturelle, l'anthropologie psychanalytique, voire l'ethnomédecine.

#### Psychanalyse appliquée
En repartant du sens freudien de la psychanalyse appliquée (angewandte Psychoanalyse), il s'agit de l'application de la psychanalyse à d'autres domaines d'investigation que la seule application clinique à la cure classique de patients.

## Influence, interactions avec d'autres champs disciplinaires
La psychanalyse est aujourd'hui en dialogue interactif avec d'autres champs disciplinaires, notamment la philosophie, la pédagogie, la littérature ou encore le cinéma.
Dans L'Intérêt de la psychanalyse (1913), texte destiné à la « revue internationale de synthèse scientifique » Scientia, Freud exprimait « son désir de voir la psychanalyse s’insérer dans le champ du savoir ». Selon Jean Florence, il souhaitait démontrer en quoi la psychanalyse peut « intéresser non seulement la psychologie mais également les sciences non psychologiques, à savoir, la science du langage, la philosophie, la biologie, l’histoire de l’évolution, l’histoire de la civilisation, l’esthétique, la sociologie et la pédagogie ».

### Psychologie
Alors même que les rapports de la psychanalyse et de la psychologie restent une question épineuse, de nombreux textes de Sigmund Freud montrent que ce dernier « n'a jamais éprouvé la moindre difficulté […] à faire de la psychanalyse une partie ou la base même de la psychologie ». Toutefois, à partir de 1953, la plupart des psychanalystes français ont jugé bon de les séparer. La psychanalyse n'est pas seule en jeu, le philosophe Yvon Brès note une réaction contre le « psychologisme » dans de nombreuses autres disciplines : en rechercher les origines éclairerait, selon lui, « d'un jour intéressant toute l'histoire de la philosophie et des sciences depuis la fin du XVIe siècle ». Ce qui est en jeu, estime-t-il, « c'est seulement la possibilité, pour une psychologie du comportement, de participer à la mise au jour de ces structures spatio-temporelles dynamiques qui […] correspondraient aux différentes modalités de la sexualité prégénitale ».

### Philosophie
La psychanalyse et la philosophie ont toujours entretenu un lien ambigu. Déjà Freud proclamait sa méfiance envers les conceptions et les systèmes philosophiques qui constituaient selon lui une vaine tentative, il reprenait en l'adaptant une citation de Heinrich Heine : « Les philosophes sont comme cet homme qui se promène de nuit, muni de son bonnet et d'une bougie, tentant de boucher les trous de l'univers ».
Selon Bernard Lemaigre, l'attitude des philosophes vis-à-vis de la psychanalyse « est faite tout à la fois de fascination et de méfiance, qu'ils s'en servent à leur tour en la subordonnant à leurs propres fins, qu'ils la contestent ou la rejettent ». Si philosophes et psychanalystes « s'accordent à reconnaître que la question de l'Inconscient s'est posée avant Freud, le sens et la portée de la reprise freudienne, en revanche, sont évalués bien différemment par chacun des bords ». Lemaigre affirme que pour le philosophe, la psychanalyse représente « une source d'“inquiétante étrangeté”, difficile à intégrer dans la pensée rationnelle » : les rapports complexes, voire conflictuels de la philosophie et de la psychanalyse, qui ont en commun le même champ de « l'expérience humaine », s'expliqueraient du fait que les deux disciplines « opèrent dans ce champ selon des principes qui s'opposent, la conscience d'un côté, et l'Inconscient de l'autre ».

### Éthique
Du point de vue éthique, Heinrich Racker a écrit : « La psychanalyse partage, en tant que science, l'éthique de la science en général selon laquelle la valeur — « le bien » qui la régit — est la découverte de la vérité, son affirmation et sa défense. » Son commentateur León Grinberg ajoute : « La psychanalyse doit rendre conscient autant « le bien » refoulé que « le mal » refoulé ». Racker se demande encore pourquoi on réprime « le bien » et il ajoute : « Nous savons que le sentiment de culpabilité crée le besoin de punition. Mais nous savons moins que le contraire se produit également : que le besoin de punition crée entretient ou intensifie le sentiment de culpabilité. En sommes nous nous ressentons comme étant mauvais, et notre besoin de punition fait éloigner de notre conscience l'idée que nous sommes bons également ». Plus loin il ajoute : 

« il existe une loi de la nature qui pousse l'homme aussi bien à s'aimer lui-même et à s'unir (s'intégrer) à lui-même (Éros agissant en faveur du Moi) qu'à aimer son prochain et à s'unir avec lui (Éros agissant en faveur des objets, le poussant à s'identifier à eux). Et cette loi le pousse, enfin, à lutter avec cette force (Éros) contre Thanatos... Éros, notamment indique en tant que voie et fin :
sur le plan pulsionnel, l'union sexuelle ;
sur le plan des sentiments, l'amour ;
sur le plan mental, la connaissance, qui est également l'union entre le sujet et les objets ;
et sur le plan spirituel, volitif, éthique ou quelle que soit l'appellation qu'on veuille donner au plan spécifiquement humain, l'union entre la connaissance des lois de la nature et ce que l'homme fait, cette connaissance devant se transformer en loi de notre volonté et notre action. »

## Critiques et débats
Au niveau épistémologique, c'est surtout la notion de « réfutabilité » ou de « falsification », qu'introduit Karl Popper pour rendre compte de la validité d'une théorie scientifique, qui fait débat à l'endroit de la psychanalyse.
Par ailleurs, la psychanalyse a été critiquée en ce qui concerne son efficacité thérapeutique.

### Débats sur la scientificité
Le philosophe des sciences Karl Popper met en cause la scientificité de la psychanalyse, dans la mesure où la plupart de ses théories sont, non seulement irréfutables sur un plan strictement logique, mais aussi irréfutables sur un plan empirique et méthodologique : il est impossible d'édifier des tests empiriques qui soient reproductibles et contrôlables de manière intersubjective et extra-clinique. La réfutabilité empirique et méthodologique devant, selon lui, être co-présentes (avec la réfutabilité logique), afin de démontrer le caractère indépendant, non accidentel, et objectif des mises à l'épreuve réalisées et de leurs résultats consécutifs. Karl Popper met également en exergue le comportement social des psychanalystes vis-à-vis de la critique, ces derniers ayant tendance, selon lui, à immuniser les théories de la psychanalyse contre la critique, au lieu de la favoriser dans un sens scientifique,. Enfin, et toujours d'après Karl Popper, ce qui fait défaut à la psychanalyse pour être une science, est donc toute une dimension sociale de la preuve[réf. à confirmer].
À l'endroit de la notion de « falsification » chez Popper qui lui ferait rattacher la psychanalyse « tout à la fois à la métaphysique et à la pensée mythique », le psychanalyste Jean Laplanche objecte que Freud « invoque à de nombreuses reprises l'éventualité de ce qu'il nomme, entre guillemets, le « cas négatif », par exemple comme possibilité de falsification de sa théorie de l'étiologie sexuelle ». Selon lui, c'est « de la même façon, par une épreuve de falsification », que Freud « procède aussi bien dans son « abandon de la théorie de la séduction », que dans le texte qui se propose d'examiner « un cas de paranoïa contredisant la théorie psychanalytique de cette affection ». Laplanche évoque aussi l'accueil par Freud de l'objection de Melanie Klein, qui « falsifie » la théorie freudienne de l'héritage chez un individu de la sévérité du Surmoi des parents, à laquelle elle oppose au contraire son observation clinique « que bien souvent les individus se sentent d'autant plus coupables que leur éducation a été plus tolérante ». Jean Laplanche s'inscrit par conséquent en faux contre l'assertion selon laquelle l'interprétation psychanalytique « serait par définition inaccessible à la contradiction ».
Le biologiste évolutionniste Stephen Jay Gould considère que la psychanalyse est influencée par des théories pseudo-scientifiques, telles que la théorie de la récapitulation. Les psychologues Hans Eysenck (1985 ; édition française 1994), John Kihlstrom (2012/2000), et le chercheur Danko D. Georgiev ont également critiqué ce domaine comme étant une pseudoscience.
Au début du XXIe siècle d'autres critiques ont été formulées, notamment dans Le Livre noir de la psychanalyse paru en 2005, dans lequel est avancée l'idée selon laquelle l'histoire de la discipline aurait été délibérément falsifiée par Freud ou par des fidèles comme Ernest Jones ou Anna Freud afin de dissimuler des lacunes, des faiblesses théoriques ou cliniques.
Selon Jacques Van Rillaer, les psychanalyses freudienne et lacanienne n'ont pas réussi à devenir de véritables sciences empiriques.
La psychologue brésilienne Clarice de Medeiros Chaves Ferreira, sur la base d'une liste multicritères permettant d'identifier une pseudoscience, conclut dans son article publié en 2021 que « les preuves suggèrent que nous avons encore suffisamment de raisons d'affirmer que la psychanalyse est une pseudoscience, puisqu'elle s'écarte de manière significative des normes de qualité scientifique ».
Plusieurs neuroscientifiques s'attachent également à démontrer la non-validité des théories freudiennes, ainsi Lionel Naccache, à propos de l'inconscient, alors que d'autres, au sein du mouvement psychanalytique, proposent des rapprochements entre neurosciences et psychanalyse, comme Bernard Golse ou encore Gérard Pommier.
Enfin, des psychanalystes comme Erik Porge estiment que la psychanalyse n'est pas une science et n'a pas à le devenir. Elle constitue une méthode évolutive d'exploration du psychisme et ne prétend pas établir des normes et un savoir établi et incontestable. La pratique psychanalytique aboutit à des connaissances qui sont en évolution constante et ouvertes au débat : « Il est avéré que la psychanalyse obtient des résultats thérapeutiques. Ce qui l’est moins c’est de savoir comment ».

### Efficacité thérapeutique
La psychanalyse a été critiquée au sujet de son inefficacité thérapeutique. Différentes études ont été menées, notamment :
Une méta-analyse de l'Inserm en 2004, qui synthétise près de 1 000 travaux visant à vérifier l'efficacité des psychothérapies, conclut à une inefficacité relative de la psychanalyse. Une autre méta-analyse de 2012 conclut à une efficacité limitée. Le rapport de l'Inserm a été mis en cause par différents psychanalystes,. 
A l'inverse, d'autres études, en 2004, en 2010,,, 2011, 2013 et 2014, en 2019 concluent, en précisant le faible niveau de preuve et la nécessité de répliquer les protocoles,,, à une efficacité de la psychanalyse équivalente à d'autres psychothérapies, voire plus efficace à long terme.
La possibilité d'une évaluation de la psychanalyse fait elle-même débat parmi les psychanalystes. Selon certains, la psychanalyse voire les psychothérapies ne sont pas du domaine de l'évaluable comme on le fait d'un traitement médical tandis que pour d'autres elles le sont.
Par ailleurs, d'autres critiques, venues de milieux hors psychologie ou psychiatrie, se sont exprimées, alimentant des polémiques, notamment de la part de l'anthropologue allemand Wilhelm Schmidt, du psychiatre et philosophe allemand Karl Jaspers, du chirurgien-urologue Gérard Zwang, des philosophes français Jean-Paul Sartre et Michel Onfray.

## Institution et État
Des débats contemporains ont eu lieu dans divers pays, parmi eux la France et le Royaume-Uni, à propos d'un éventuel contrôle de l'État sur la formation des psychanalystes et leur exercice professionnel, dont la discipline serait considérée comme d'autres formes de psychothérapies. La communauté psychanalytique a réagi très violemment face à ces propositions, en avançant d'une part la spécificité de la psychanalyse, d'autre part la nécessaire indépendance de cette discipline qui, selon elle, a fait ses preuves.
Une mobilisation de la profession et des universitaires du champ s'est faite en France, à partir de 1997, à l'initiative notamment du psychanalyste René Major, qui permet la tenue d'États généraux de la psychanalyse, en juillet, à la Sorbonne, réunissant plus de mille deux cents psychanalystes de trente-quatre pays, et des invités parmi lesquels Jacques Derrida et Armando Uribe. Ces états généraux ont abouti à une Déclaration sur la spécificité de la psychanalyse, réaffirmant en préambule « l'autonomie de leur discipline par rapport à toutes les formes de psychothérapie qui se pratiquent aujourd'hui », ainsi que la nécessité de conserver « leur indépendance par rapport aux pouvoirs publics et à une réglementation par l'État, quelle qu'elle soit, fût-ce par le biais des psychothérapies dites relationnelles ».
Ces états généraux ont proposé que soit créé pour encadrer la formation des psychanalystes, un Institut des Hautes Études en Psychanalyse, structure qui aurait été mi-privée mi-publique. À cette occasion, les psychanalystes notaient alors que bien que, « depuis une trentaine d'années, la psychanalyse ait pris rang à l'université, elle n'a pas acquis la place qui lui revenait véritablement […] Les hautes institutions, telles que le Collège de France ou l'École des hautes études en sciences sociales, n'ont, pour leur part, pas encore reconnu la psychanalyse comme une discipline devant figurer en tant que telle dans leurs programmes. Seul le Collège international de philosophie, créé en 1983, a pu le faire, progressivement, en lui consacrant l'une de ses intersections ». Les psychanalystes réunis à cette occasion insistaient pour affirmer la double orientation de la psychanalyse, cure qui s'adresse au sujet singulier et discipline appartenant au champ des sciences humaines et sociales, et donc en dialogue avec d'autres disciplines de ce champ.
De nouveaux États généraux ont eu lieu à Rio de Janeiro en 2003.

## Dans des œuvres de fiction
Le nombre d'œuvres de fiction faisant allusion à la psychanalyse échappe à tout recensement par son importance. Des notions freudiennes ou assimilées telles que le refoulement, l'œdipe, l'acte manqué, l'inconscient, la névrose, etc., sont depuis longtemps devenues des lieux communs de la littérature, du cinéma et des séries télévisées. À leur tour, ces œuvres ont contribué à institutionnaliser les pratiques et les théories freudiennes.
Entre autres :
- A Dangerous Method, 2011. Film de David Cronenberg. Se déroulant à l'aube de la Première Guerre mondiale, en Suisse et en Autriche, le film revient sur les relations parfois tumultueuses qui ont lié Carl Gustav Jung (Michael Fassbender), fondateur de la psychologie analytique, Sabina Spielrein (Keira Knightley), patiente de Carl Jung et future psychanalyste, et Sigmund Freud (Viggo Mortensen), père de la psychanalyse.
- La Fosse aux serpents (The Snake Pit, 1948) : film américain réalisé par Anatole Litvak, tiré d'un roman de Mary Jane Ward écrivain qui a séjourné plusieurs années dans un hôpital psychiatrique. Il est l'un des premiers films qui met en scène l'intervention d'un psychanalyste à l'hôpital psychiatrique, le « Dr Mark Kik », en réalité le Dr Gerard Chrzanowski
- Alfred Hitchcock, très impressionné par les théories freudiennes, a utilisé le refoulement freudien comme dénouement dans deux de ses films :
  - La Maison du docteur Edwardes (Spellbound), dont l'approche de la psychiatrie est aujourd'hui considérée comme naïve, et qui n'est généralement retenu que pour sa scène de rêve, imaginée par Salvador Dalí. En son temps, le film a connu un grand succès et a contribué à faire entrer la psychanalyse dans la culture populaire.
  - Pas de printemps pour Marnie (Marnie).
- Woody Allen, dont les films contiennent souvent une scène d'analyse, ou des références à la psychanalyse. Le cinéaste a lui-même été analysé pendant plus de trente ans.
- Les Pavés de l'Enfer (1950) de Jacques Aeschlimann qui met en scène une psychanalyste favorable à la sexualité prémaritale mais qui, confrontée au cas de sa propre fille, se retrouve face à un dilemme entre ses convictions et son instinct maternel.